# Charles Le Moyne Mitchell

Charles Le Moyne Mitchell

Charles Le Moyne Mitchell (* 6. August 1844 in New Haven, Connecticut; † 1. März 1890 in New York City) war ein US-amerikanischer Politiker. Zwischen 1883 und 1887 vertrat er den zweiten Wahlbezirk des Bundesstaates Connecticut im US-Repräsentantenhaus.

## Werdegang
Charles Mitchell besuchte bis 1863 die Cheshire Academy. Anschließend bereiste er Europa, Asien und Afrika. Nach seiner Rückkehr nach New Haven befasste er sich mit der Herstellung von Silberwaren und wurde Politiker der Demokratischen Partei. Im Jahr 1877 wurde er in das Repräsentantenhaus von Connecticut gewählt.
Bei den Kongresswahlen des Jahres 1882 wurde Mitchell im zweiten Distrikt von Connecticut in das US-Repräsentantenhaus in Washington, D.C. gewählt. Dort trat er am 4. März 1883 die Nachfolge von James Phelps an. Nach einer Wiederwahl im Jahr 1884 konnte er bis zum 3. März 1887 zwei Legislaturperioden im Kongress absolvieren. Zwischen 1885 und 1887 war er Vorsitzender des Patentausschusses. Im Jahr 1886 verzichtete Mitchell auf eine erneute Kandidatur.
Nach dem Ende seiner Zeit im US-Repräsentantenhaus nahm Mitchell seine frühere Tätigkeit wieder auf. Auch nach seinem Umzug nach New York blieb er seinen geschäftlichen Aktivitäten in Connecticut verbunden. Charles Mitchell starb am 1. März 1890 und wurde in seiner Geburtsstadt New Haven beigesetzt.